# Konys hær
Konys hær (engelsk titel The Mission) er en dansk-tysk kortfilm fra 1997, der er instrueret af Clive Gordon.

## Handling
Mystikeren Joseph Kony har i 12 år ført en morderisk krig mod lokalbefolkningen i det nordlige Uganda. En krig hvor børn bliver brugt som dræbermaskiner. Over 8000 børn er blevet kidnappet fra fjerntliggende landsbyer og tvunget i krig. En nat bliver 139 piger kidnappet fra en klosterskole dybt inde i den afrikanske bush. Deres lærer, missionær Søster Rachele er fast besluttet på at redde dem. Filmen er historien om hendes kamp.